# آرنایوو
آرنایوو (به صربی: Arnajevo) یک روستا در صربستان است که در Barajevo واقع شده‌است. آرنایوو ۹٫۷۱ کیلومتر مربع مساحت و ۷۵۳ نفر جمعیت دارد.